# Born in Africa
Born in Africa è un album del 1987 realizzato da Philly Lutaaya insieme al gruppo Afrigo Band e altri artisti ugandesi in esilio in Svezia durante il regime di Idi Amin. È uno degli album di maggior successo nella storia della musica pop ugandese. Fra gli artisti che hanno collaborato all'album ci sono il bassista Sammy Kasule e il percussionista Gerald Nnaddibanga.
Negli ultimi giorni della sua vita, Lutaaya, malato di AIDS, produsse un documentario autobiografico dallo stesso titolo.

## Tracce
1. Born In Africa
2. Nkooye Okwegomba
3. The Voices Cry Out
4. Tulo Tulo
5. Naali Kwagadde
6. Philly Empisazo
7. Entebbe Wala
8. En Fest I Rinkeby